# Ham-sous-Varsberg
Ham-sous-Varsberg är en kommun i departementet Moselle i regionen Grand Est (tidigare regionen Lorraine) i nordöstra Frankrike. Kommunen ligger i kantonen Boulay-Moselle som tillhör arrondissementet Boulay-Moselle. År 2022 hade Ham-sous-Varsberg 2 889 invånare.

## Befolkningsutveckling
Antalet invånare i kommunen Ham-sous-Varsberg
| Referens: INSEE |